# Des souvenirs devant
 (octobre 2017).
Si vous disposez d'ouvrages ou d'articles de référence ou si vous connaissez des sites web de qualité traitant du thème abordé ici, merci de compléter l'article en donnant les références utiles à sa vérifiabilité et en les liant à la section « Notes et références ».
Albums de Patrick Bruel
Entre deux
(2002) Lequel de nous
(2012)
Lives par Patrick Bruel
Des souvenirs... ensemble
(2007) Seul... ou presque
(2009)
Singles
1. J'm'attendais pas à toi
Sortie : 2006

Des souvenirs devant... est le 6e album studio publié par l'auteur-compositeur-interprète français Patrick Bruel le 20 mars 2006.
L'album est réalisé par David Moreau.
L'album atteint la 1re place des charts en France et en Belgique francophone.

## Liste des titres
| 1.    | Je fais semblant        | Patrick Bruel, Amanda Sthers                     | Patrick Bruel                | 4:45 |
| 2.    | J'm'attendais pas à toi | P. Bruel                                         | P. Bruel                     | 4:14 |
| 3.    | Panne de mélancolie     | P. Bruel                                         | P. Bruel                     | 5:19 |
| 4.    | Lettre au Père-Noël     | A. Sthers                                        | P. Bruel                     | 3:21 |
| 5.    | Raconte-moi             | P. Bruel                                         | P. Bruel                     | 4:32 |
| 6.    | Adieu                   | P. Bruel                                         | P. Bruel                     | 4:34 |
| 7.    | Gosses en cavale        | P. Bruel                                         | P. Bruel                     | 3:46 |
| 8.    | Va où tu veux           | P. Bruel, A. Sthers                              | P. Bruel                     | 4:50 |
| 9.    | Notre plus beau visage  | P. Bruel                                         | P. Bruel, Jérôme Bardon-Lewy | 3:53 |
| 10.   | Où sont les rêves       | P. Bruel, Marie-Florence Gros, Gérard Presgurvic | Gérard Presgurvic            | 4:39 |
| 11.   | Peuple impopulaire      | Adaptation de Bruel sur un texte de Victor Hugo  | P. Bruel                     | 6:21 |
| 12.   | Ma maison de papier     | P. Bruel                                         | P. Bruel                     | 8:35 |
| 58:48 |                         |                                                  |                              |      |

| Titre bonus - Édition digitale iTunes | Titre bonus - Édition digitale iTunes | Titre bonus - Édition digitale iTunes | Titre bonus - Édition digitale iTunes | Titre bonus - Édition digitale iTunes | Titre bonus - Édition digitale iTunes | Titre bonus - Édition digitale iTunes | Titre bonus - Édition digitale iTunes | Titre bonus - Édition digitale iTunes | Titre bonus - Édition digitale iTunes |
| No                                    | Titre                                 | Durée                                 |                                       |                                       |                                       |                                       |                                       |                                       |                                       |
| ------------------------------------- | ------------------------------------- | ------------------------------------- | ------------------------------------- | ------------------------------------- | ------------------------------------- | ------------------------------------- | ------------------------------------- | ------------------------------------- | ------------------------------------- |
| 13.                                   | Petite pat' d'Amande                  | 1:22                                  |                                       |                                       |                                       |                                       |                                       |                                       |                                       |
| 60:10                                 |                                       |                                       |                                       |                                       |                                       |                                       |                                       |                                       |                                       |

| 1. | L'album avec l'intégralité des textes     |       |
| 2. | Dans l'intimité de la création de l'album | 45:00 |

## Crédits
- Patrick Bruel : guitare, chant
- Christophe Deschamps : batterie
- Hervé Brault : guitare
- Benjamin Constant : piano

- Production, direction artistique, arrangements : David Moreau

## Classement
| Pays          | Meilleure position | Semaines classées |
| ------------- | ------------------ | ----------------- |
| France        | 1                  | 80                |
| Belgique (fr) | 1                  | 70                |
| Belgique (nl) | 86                 | 1                 |
| Pays-Bas      | 69                 | 3                 |
| Suisse        | 6                  | 17                |